# Virus de Kasokero
Orthonairovirus kasokeroense
Espèce
Synonymes
- Kasokero orthonairovirus (ICTV, 2016)

Orthonairovirus kasokeroense, le virus de Kasokero (KASV), est un virus de la famille des Nairoviridae et du genre Orthonairovirus. C'est un virus à ARN monocaténaire de polarité négative pathogène pour l'humain. Son seul hôte connu est la chauve-souris frugivore Rousettus aegyptiacus,. Le virus doit son nom de la grotte de Kasokero en Ouganda où il a été collecté pour la première fois.